# Cathédrale de l'Intercession-de-la-Vierge de Chakhty
Cette  cathédrale n’est pas la seule cathédrale de l'Intercession.
La cathédrale de l'Intercession-de-la-Vierge (en russe : Собор Покрова Пресвятой Богородицы) est une cathédrale orthodoxe de Chakhty (oblast de Rostov, Russie), siège du diocèse de Chakhty créée en 2011.

## Histoire
À la fin du XIXe siècle la ville de Aleksandrovsk-Grouchevski compte deux églises en bois, l’église Saints-Pierre-et-Paul et l’église Saint-Alexandre-Nevski, qui ne suffisent plus pour accueillir les croyants. La décision est alors prise de construire une nouvelle cathédrale en pierre dédiée à l’intercession  de la vierge.
Après la révolution russe la ville est renommée en 1920 en Chakhty et en 1922 les biens de l’église sont nationalisés. En 1923, les trois églises de la ville sont fermées par les autorités soviétiques. Ces dernières accordent toutefois à la paroisse le droit d’utiliser la cathédrale jusqu’en 1933. Les cloches sont alors démontées et refondues, la coupole et le clocher sont démolis. Le bâtiment sert d’atelier de réparation de tramways jusqu’à la fin des années 1990.
En 1997, l’archevêque Panteleimon visite le bâtiment et donne sa bénédiction à la restauration de la cathédrale. Le dernier tramway quitte le territoire à l’automne 1998 et les travaux peuvent commencer. Il s’appuient sur des relevés de 1929 et de photographies anciennes, des modifications sont toutefois apportées au plan initial, en particulier le clocher de 33 m.